# Cryptacarus promecus
Cryptacarus promecus är en kvalsterart som beskrevs av Grandjean 1950. Cryptacarus promecus ingår i släktet Cryptacarus och familjen Lohmanniidae. Inga underarter finns listade i Catalogue of Life.